# Wyndham (Nouvelle-Zélande)
Pour les articles homonymes, voir Wyndham.
La ville de Wyndham est une localité rurale située dans l’Île du Sud de la Nouvelle-Zélande.

## Situation
Elle est localisée dans la région du Southland,  à 45 km (soit 28 mi) à l’est d’ Invercargill et à 25 km (soit 15 mi) au sud de Gore. 
Wyndham est située sur la berge est du fleuve Mataura, entre le cours d’eau Mimihau au nord et la rivière Mokoreta au sud. 
Elle est protégée maintenant par une digue anti-inondation.

## Toponymie
Le nom original en langage Māori de la localité était Mokoreta (« eau clair ou douce ») .
Wyndham fut ainsi dénommé par Sir John Richardson pour le Général Sir Charles Ashe Windham (en), qui combattit lors de la guerre de Crimée. 
Les rues furent en retour dénommées pour des évènements, des lieux, des batailles et des personnalités de cette guerre.

## Histoire
La ville fut initialement fondée en 1869 puis érigée en ville de district en 1882.

## Population
La population est d’environ 579 habitants en 2018.

## Activités économiques
Wyndham est un centre de service pour le district environnant avec des magasins, une bibliothèque, un musée et un hôtel.
Wyndham possédait à l'origine une laiterie établie en 1885 et une usine de broyage de phormium The Field-Gibson Flax Milling Company installée en 1903, mais ces deux usines sont fermées depuis longtemps.

## Accès
Pendant 80 ans, la ville fut desservie par la branche Wyndham (en) du chemin de fer qui lui fournissait une connexion avec la ligne principale du Sud (en), et pendant 40 ans, une extension au-delà de Wyndham était opérationnelle en direction de Glenham.

## Loisirs
Une zone de loisir comprend un terrain de golf, une hippodrome, un terrain de rugby, un terrain de softball, un terrain de boules, des courts de tennis/netball et un terrain de camping. 
La pèche à la truite brune est également accessible à pied.
Elle accueille tous les ans, la course de rue de Wyndham, qui fait partie du « Challenge de Burt Monro-Wyndham », un événement qui fait partie du calendrier des long weeks, qui est la plus importante rencontre actuelle des passionnés de moto de l’Hémisphère Sud.

## Éducation
Wyndham possède une école primaire, la Wyndham Primary School, qui accueille des élèves allant de l'année 1 à 6.
Situé juste à côté de l’école primaire, se trouve le collège Menzies (en), établissement secondaire de Wyndham qui accueille approximativement 300 élèves (et qui va des années 7 à 13) en 2023.